# Янув (гміна Зелюв)
Янув (пол. Janów) — село в Польщі, у гміні Зелюв Белхатовського повіту Лодзинського воєводства.
Населення — 85 осіб (2011).
У 1975-1998 роках село належало до Пйотрковського воєводства.

## Демографія
Демографічна структура станом на 31 березня 2011 року:
|          | Загалом | Допрацездатний вік | Працездатний вік | Постпрацездатний вік |
| -------- | ------- | ------------------ | ---------------- | -------------------- |
| Чоловіки | 41      | 10                 | 27               | 4                    |
| Жінки    | 44      | 7                  | 25               | 12                   |
| Разом    | 85      | 17                 | 52               | 16                   |